# Морнак (коммуна)
Морна́к (фр. Mornac) — коммуна во Франции, находится в регионе Пуату — Шаранта. Департамент — Шаранта. Входит в состав кантона Рюэль-сюр-Тувр. Округ коммуны — Ангулем.
Код INSEE коммуны — 16232.
Коммуна расположена приблизительно в 390 км к юго-западу от Парижа, в 105 км южнее Пуатье, в 10 км к востоку от Ангулема.

## Население
Население коммуны на 2008 год составляло 2166 человек.
| 1962 | 1968 | 1975 | 1982 | 1990 | 1999 | 2008 |
| ---- | ---- | ---- | ---- | ---- | ---- | ---- |
| 914  | 727  | 1138 | 1381 | 1800 | 1863 | 2166 |

## Климат
Климат океанический. Ближайшая метеостанция находится в городе Коньяк.
| Показатель                        | Янв. | Фев. | Март | Апр. | Май  | Июнь | Июль | Авг. | Сен. | Окт. | Нояб. | Дек. | Год   |
| --------------------------------- | ---- | ---- | ---- | ---- | ---- | ---- | ---- | ---- | ---- | ---- | ----- | ---- | ----- |
| Средний суточный максимум, °C     | 8,7  | 10,5 | 13,1 | 15,9 | 19,5 | 23,1 | 26,1 | 25,4 | 23,1 | 18,5 | 12,4  | 9,2  | 17,7  |
| Средняя температура, °C           | 5,4  | 6,7  | 8,5  | 11,1 | 14,4 | 17,8 | 20,2 | 19,7 | 17,6 | 13,7 | 8,6   | 5,9  | 12,5  |
| Средний суточный минимум, °C      | 2,0  | 2,8  | 3,8  | 6,2  | 9,4  | 12,4 | 14,4 | 14,0 | 12,1 | 8,9  | 4,7   | 2,6  | 7,8   |
| Норма осадков, мм                 | 80,4 | 67,3 | 65,9 | 68,3 | 71,6 | 46,6 | 45,1 | 50,2 | 59,2 | 68,6 | 79,8  | 80,0 | 783,6 |
| Источник: Relevé météo des Cognac |      |      |      |      |      |      |      |      |      |      |       |      |       |

## Экономика
В 2007 году среди 1455 человек в трудоспособном возрасте (15—64 лет) 1079 были экономически активными, 376 — неактивными (показатель активности — 74,2 %, в 1999 году было 70,6 %). Из 1079 активных работали 995 человек (507 мужчин и 488 женщин), безработных было 84 (36 мужчин и 48 женщин). Среди 376 неактивных 121 человек были учениками или студентами, 178 — пенсионерами, 77 были неактивными по другим причинам.

## Достопримечательности
- Приходская церковь Сен-Мартен (XII век)
  - Бронзовый колокол (1564 год). На колоколе выгравирована надпись L’AN MILVE III XX IIII SANCTE MARTINE ORA PRO NOBIS. I.H.S. Исторический памятник с 1943 года[3]
  - 2 бронзовых колокола (1724 год). Диаметр — 62,3 см, вес — 142 фунта (64,4 кг). Исторический памятник с 2004 года[4]
  - Кафедра (XVIII век). Исторический памятник с 1908 года[5]
- Замок Баллан

## Фотогалерея

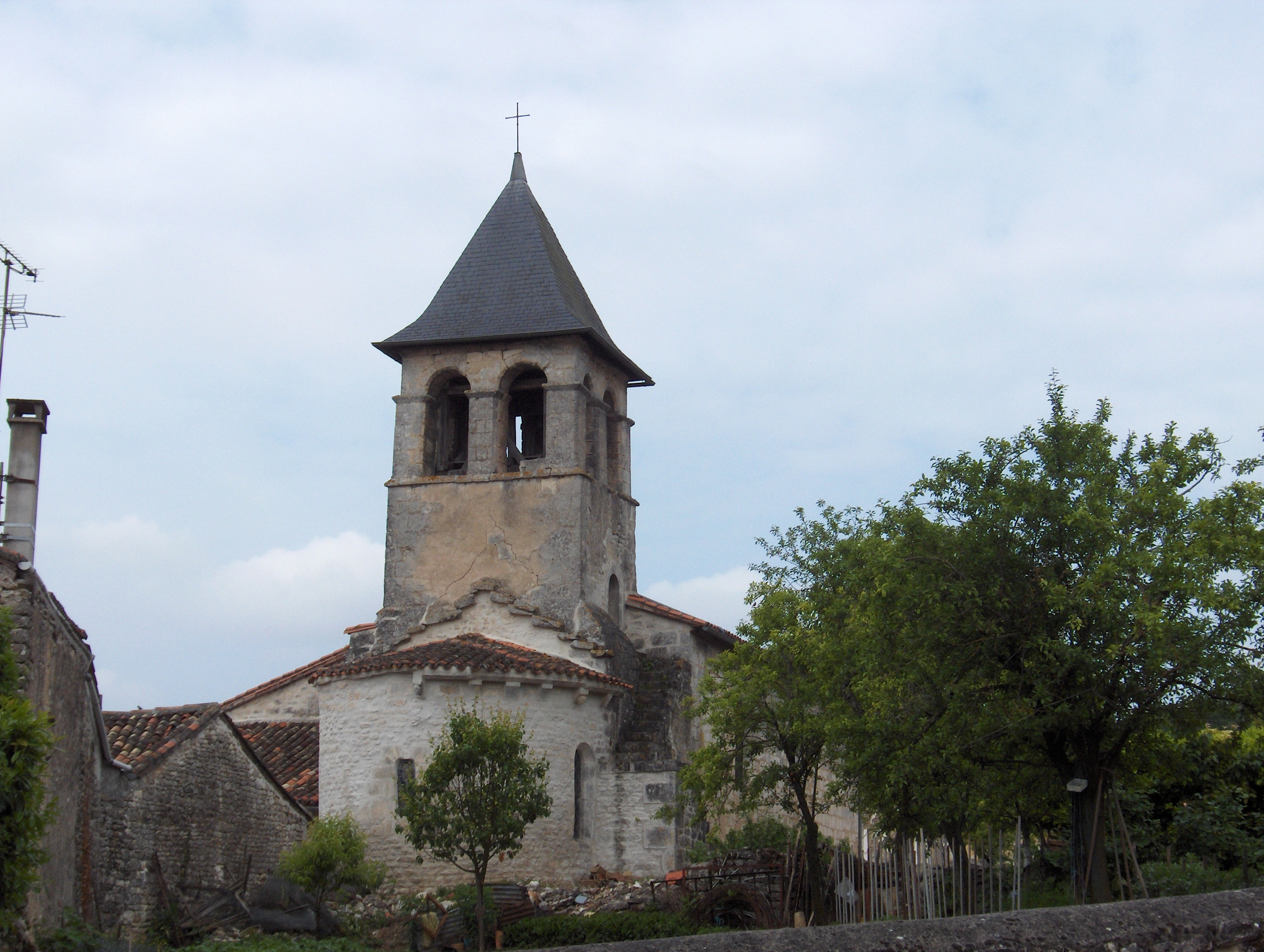
Церковь Сен-Мартен
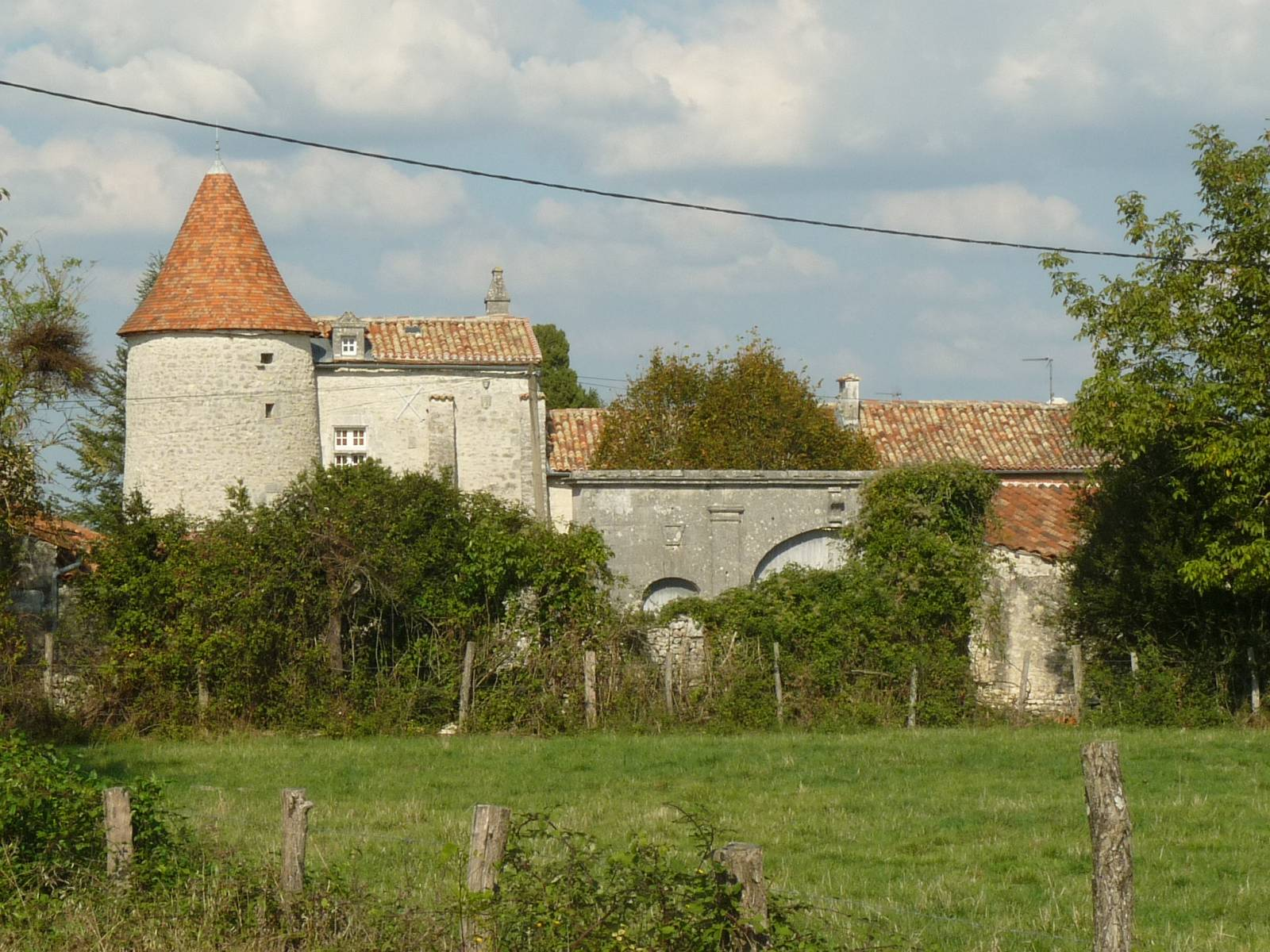
Монастырь Керуа
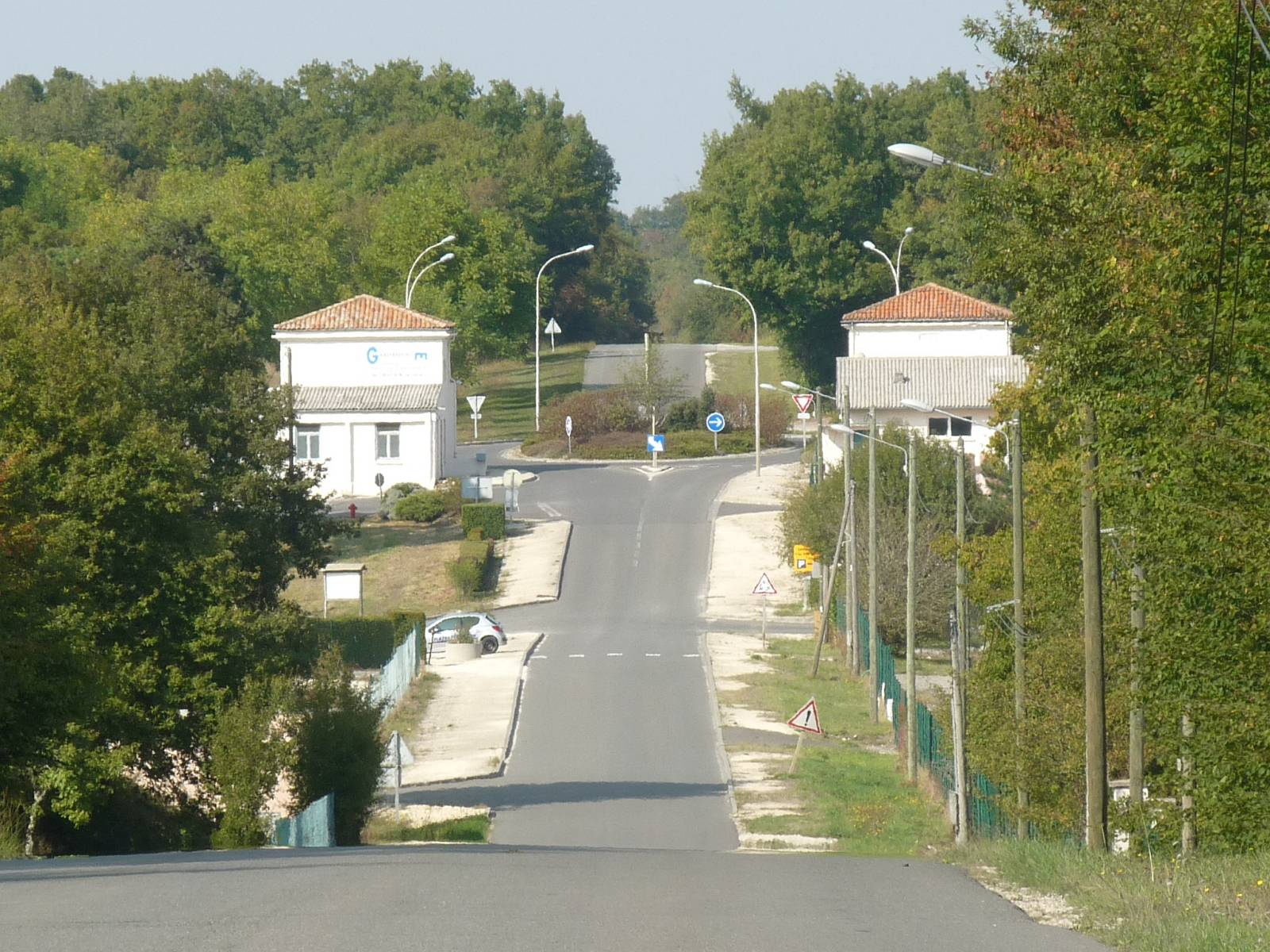
Бывшая американская военная база